# ネットイヤーグループ
ネットイヤーグループ株式会社（英: Netyear Group Corporation.）は、東京都中央区に本社を置く日本の企業で、NTTデータの持分法適用会社。

## 概要
- デジタルテクノロジーを駆使し、デジタルマーケティングに関するコンサルティング、デジタルコンテンツの企画制作、システム開発、マーケティングツールなどを通じ、企業経営の進化とエンドユーザーとのエンゲージメント強化の支援をしている。
- 電通国際情報サービスの米国部門におけるマルチメディア&インタラクティブメディア部がNetyear Group, Inc.として分社化。その後MBOを実施して独立を行う。Netyear Group, Inc.の子会社として日本でネットイヤー・ナレッジキャピタル・パートナーズ株式会社を設立、2000年に、ネットイヤーグループ株式会社と社名を変える。その後2003年7月に株式譲渡や減増資を行いソラン株式会社の関連会社となる。
- 企業のeビジネス戦略の課題に対して提案を行い、課題解決とウェブ制作および運営を行っていくSIPSと呼ばれる事業を展開している。

## 沿革
- 1999年7月 - 米Netyear Group, Inc.の子会社として、ネットイヤー・ナレッジキャピタル・パートナーズ株式会社を設立。
- 2000年1月 - ネットイヤーグループ株式会社に社名変更。
- 2003年2月 - マクロメディア株式会社とリッチインターネットアプリケーションの市場開拓について、戦略的提携を結ぶ。
- 2003年7月 - 第三者割当増資を行い、ソラン株式会社の連結子会社となる。
- 2006年1月 - ソラン株式会社との合弁でトリビティー株式会社（後のネットイヤーゼロ株式会社）を設立。
- 2006年9月 - ウェブ制作･運用に特化した子会社、ネットイヤークラフト株式会社を設立。
- 2007年4月 - モバイルサイト専門の子会社、ネットイヤームーヴ株式会社を設立。
- 2007年8月 - 環境省の環境マネジメントシステム「エコアクション21」の認証を取得。
- 2008年3月 - 東京証券取引所マザーズに上場。ソラン株式会社の持分法適用関連会社となる。
- 2009年1月 - 株式会社トライバルメディアハウスの株式を取得し子会社化。
- 2010年4月 - 株式会社モバプロネットの株式を取得し子会社化。
- 2010年10月 - モバプロネットがネットイヤームーヴを吸収合併し、ネットイヤーモビー株式会社に商号変更。
- 2011年4月 - 主要株主である筆頭株主のソラン株式会社が合併し、TIS株式会社となる。
- 2011年5月 - セールスフォース・ドットコムと資本・業務提携を締結。
- 2011年5月 - 本社を東京都港区赤坂に移転。
- 2013年1月 - ネットイヤークラフトがネットイヤーモビーを吸収合併。
- 2013年8月 - 日本技芸（後のrakumo株式会社）の株式を取得し子会社化。
- 2014年2月 - ネットイヤーグループがネットイヤーゼロを吸収合併。
- 2014年2月 - 本社を東銀座に移転。
- 2016年3月 - コニカミノルタビジネスソリューションズ株式会社（2016年4月、コニカミノルタジャパン株式会社に吸収合併）がTIS株式会社から保有全株式を取得。コニカミノルタがその他の関係会社となる[2]。
- 2016年12月 - ネットイヤーグループがネットイヤークラフトを吸収合併[3]。
- 2017年8月 - rakumo株式会社の全株式を売却。
- 2019年3月 - NTTデータが株式公開買付けにより議決権所有割合ベースで48.52%の株式を取得し、実質支配力基準により親会社となる。コニカミノルタジャパン株式会社は保有全株式を応募し、同社との資本関係がなくなる[4]。
- 2021年4月 - 株式会社トライバルメディアハウスの全株式を売却
- 2022年4月 - 東京証券取引所の市場区分の見直しにより、東京証券取引所マザーズからグロース市場に移行

## 不祥事・事件

### 企業のサービスを非難
2012年7月12日、ソーシャルメディアマーケティング支援を手がける子会社のトライバルメディアハウスは、「LINEのソーシャルネットワーク化の先にあるもの？ SNS難民は救われ、mixiは死ぬ」と題した、ソーシャルネットワーキングサービスの戦略の比較を説いた社員の独自記事を掲載した。同日19時ごろ、「記事タイトル・内容に関して行き過ぎた表現があった」として記事の内容を変更し、謝罪文を公開した。その後、ミクシィにも謝罪を行った。